# Fata Morgana (film 1971)
Fata Morgana è un film documentario del 1970 diretto da Werner Herzog.
Il film, privo di una vera e propria trama, è il risultato del montaggio di sequenze filmate accompagnate da commenti che non seguono un ordine consequenziale immediatamente leggibile.
Il film è considerato parte di una trilogia che comprende il precedente I medici volanti dell'Africa orientale (1969) e il successivo Anche i nani hanno cominciato da piccoli (1970). Sono infatti tutti e tre il frutto di riprese effettuate in circa due anni di viaggi nel continente africano.

## Trama
(cit. dal Popol Vuh nel film)
La discesa e l'atterraggio di un aereo è ripetuta per otto volte e mostra come gli strati d'aria sempre più caldi sulla pista rendano i contorni del velivolo difficilmente distinguibili nel cielo. Il miraggio e l'ambiguità della visione fanno così da prologo al corpo della narrazione. Nel primo “movimento”, La creazione, si narra di un fallimento divino, le riprese si muovono su spazi sterminati di natura incontaminata. Lentamente emergono i segni di una civiltà, o meglio i suoi resti. Lo stato di abbandono delle cose degli uomini.
Nella seconda parte, Il Paradiso, appaiono i primi soggetti animati: un bambino tiene per il collo sospeso da terra la sua piccola volpe albina, uno scienziato mostra orgoglioso un varano che cammina sul suo braccio. La terza parte, L'eta dell'Oro, è caratterizzata dal leitmotiv di una canzone popolare spagnola suonata da un improbabile duo, un cantante-batterista in occhiali scuri e una matrona vista di profilo al pianoforte. Turisti sbucano dalle cavità rossicce dell'isola di Lanzarote, richiamando l'attenzione coi loro gesti. Ancora sequenze variopinte dall'alto e ancora l'uomo alle prese con gli animali del territorio. Un subacqueo mostra una grossa tartaruga per poi gettarla in una piscina e inseguirla.
Le immagini sono accompagnate da una voce extra-diegetica femminile (nella versione originale quella della critica cinematografica Lotte Eisner), che legge estratti dal sacro libro del sedicesimo secolo dei Quiché guatemaltechi, Popol Vuh, mentre delle voci maschili leggono frasi composte dallo stesso regista. La musica, sia che si tratti di una messa o di un brano pop, come i testi recitati non è mai di contorno o commento, ma amplifica, connotandoli, i soggetti inquadrati, anticipando contrasti e fornendo associazioni sorprendenti.

## Produzione

### Sviluppo
Il film è considerato parte di una trilogia che comprende il precedente I medici volanti dell'Africa orientale (1969) e il successivo Anche i nani hanno cominciato da piccoli (1970). Sono infatti tutti e tre il frutto di riprese effettuate in circa due anni di viaggi nel continente africano. Mentre il primo film è un documentario realizzato su commissione e il terzo è una storia grottesca e metaforica, Fata Morgana si colloca in un genere inclassificabile, a metà tra l'immagine documentata e quella costruita. Somiglianze estetiche ricorrono nelle tre opere, prendendo di volta in volta una connotazione diversa. I medesimi scenari sono indirizzati a differenti letture a seconda del contesto del film.
Herzog ha svelato che l'idea iniziale di questo film era quella di un'opera di fantascienza concepita come un documentario realizzato da alieni su una civiltà in via di estinzione. Di questa idea è poi rimasta forse la struttura a capitoli e il carattere documentaristico, mentre il compimento del progetto iniziale si ha solo al termine della trilogia completata in seguito da Apocalisse nel deserto (1992) e da L'ignoto spazio profondo (2005).

### Riprese
Il film è il risultato del montaggio di sequenze filmate supportate da commenti che non seguono un ordine consequenziale immediatamente leggibile. Le riprese sono state effettuate tra il 1968 e il 1969 in Africa, per lo più nel deserto del Sahara, del quale si evocano i miraggi (da qui il titolo Fata morgana) di cui è responsabile. Le riprese sono tutte opera di Jörg Schmidt-Reitwein mentre Herzog si occupò di guidare l'automezzo dal quale le stesse vennero effettuate.
A novembre del 1968 il regista e il suo operatore girarono in Kenya e Tanzania. Quindi in Uganda vennero arrestati per breve tempo. Dal maggio a settembre 1969 girarono nel Sahara algerino, in Nigeria, Alto Volta, Mali e Costa d'Avorio. Fu il periodo più ostile, delle tempeste di sabbia e dei "miraggi". In Camerun vennero fermati per errore e nuovamente rinchiusi per breve tempo in una prigione comune. Le ultime riprese vengono ultimate nel dicembre 1969 a Lanzarote (nelle Isole Canarie).

## Distribuzione
Il film venne presentato nella Quinzaine des Réalisateurs al Festival di Cannes 1971, e dal giugno dello stesso anno iniziò la distribuzione nelle sale cinematografiche. In Italia è stato distribuito in DVD dalla Ripley's Home Video (con I medici volanti dell'Africa orientale e Wodaabe - I pastori del sole).